# León (sör)
A León (korábban León Negra és Negra León, a címkén LEON formában) Mexikó egyik nagy hagyományokkal rendelkező sörmárkája. A 4,5% alkoholtartalmú, müncheni típusú barna sör aromája édeskés, enyhén keserű.

## Története
A León története legnagyobb részében Yucatán államhoz kötődik. A yucatáni sörgyártás története 1886-ban kezdődött, amikor José María Ponce Solís megvásárolta az El Perejil nevű haciendát, ahol addig csokoládé- és jéggyár működött, és saját sörfőzdét alapított itt. Kezdetben Conejo, Estrella és Mestiza néven gyártottak söröket, majd 1900-ban, amikor a társaság jogilag is átalakult, megszületett a Carta Blanca és a León, ekkor még León Negra néven. 1951-ben új gyárat avattak fel új helyen, majd 1979-ben a Grupo Modelo vásárolta fel a céget. Ők 2002-ben bezárták a yucatáni gyárat, a termelést pedig (sokak felháborodására) a Oaxaca államban található Tuxtepecbe helyezték át. 2015-ben azonban megkezdődött a visszatérés: a csoport új üzemet épített a Mérida mellett található Hunucmá községben, Los Pinosban. A León gyártása 2017-ben, amikor a gyárat felavatták, itt folytatódott.